# 客家圓樓 (苗栗縣)

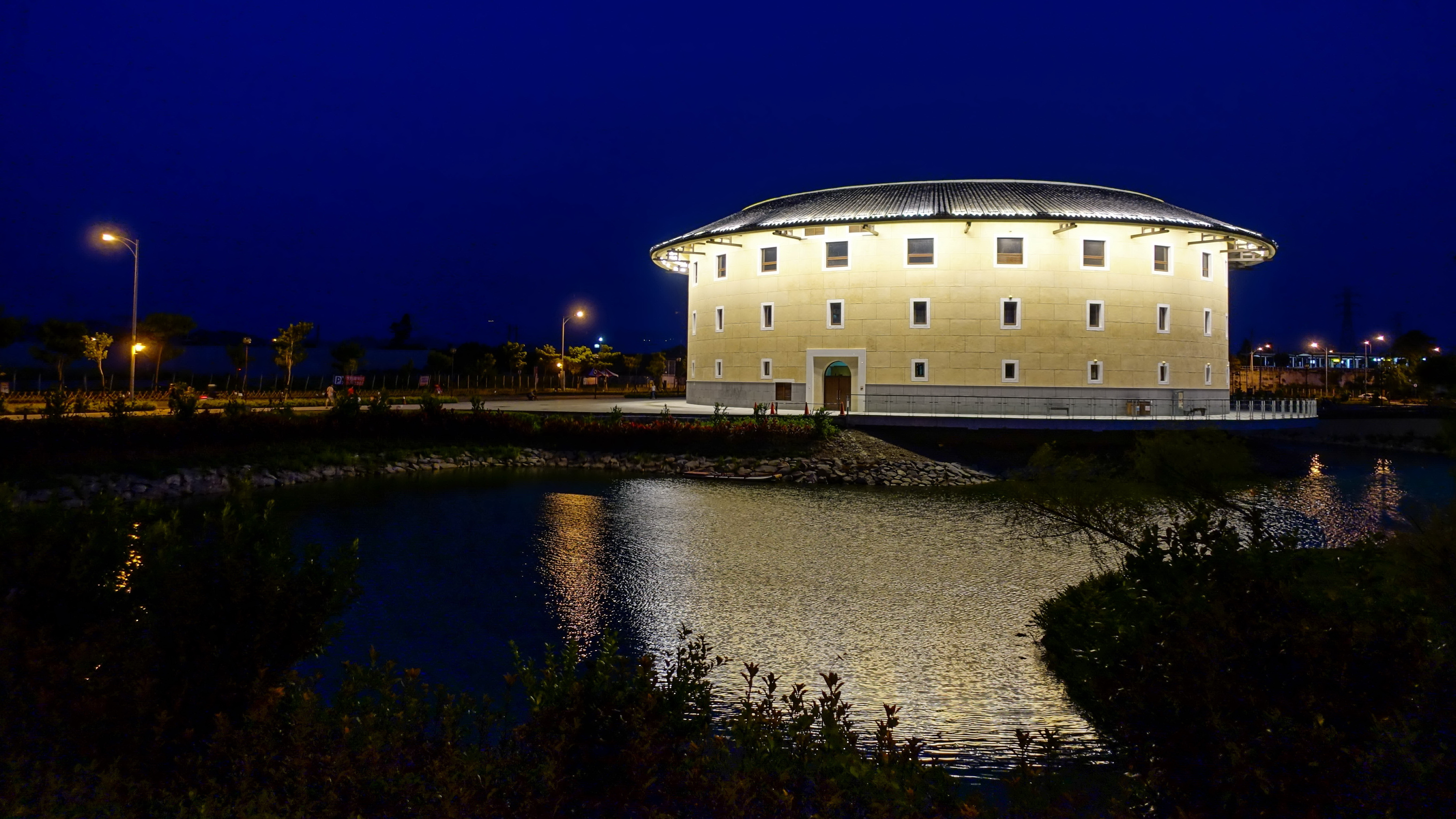
客家圓樓

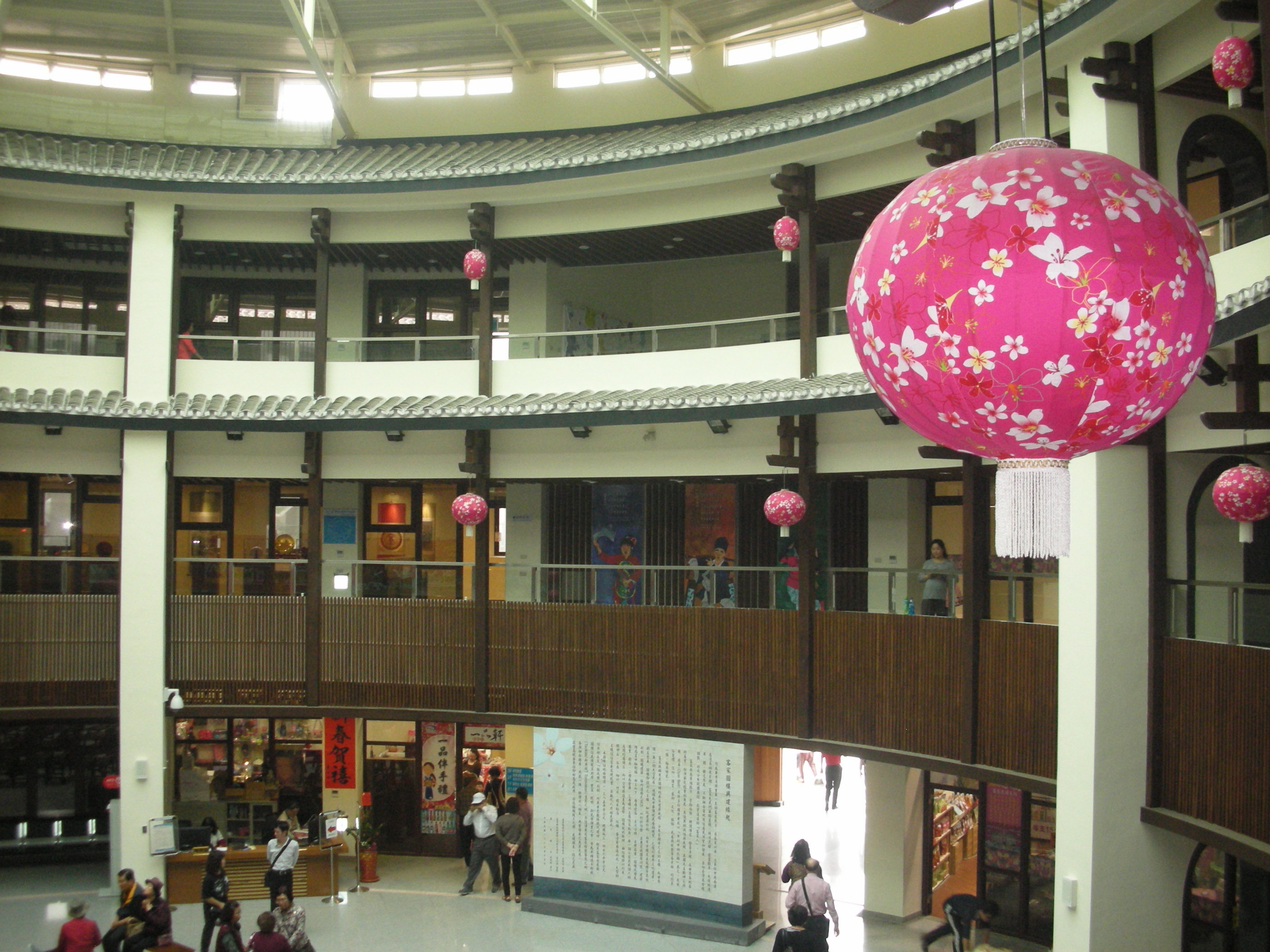
客家圓樓內部

苗栗客家圓樓，位於臺灣苗栗縣後龍鎮，高鐵苗栗站特定區內的一處觀光景點。由空中俯瞰呈現出環形建築結構，為一棟仿福建土樓的建築物。具旅客服務中心及展演功能。於2014年10月25日開幕。

## 簡介
客家圓樓仿自福建永定的土樓「振成樓」；佔地1,385平方公尺；樓板總面積3,476平方公尺；空間結構為地下一層、地上三層。客家圓樓的一樓主體為圓型展演劇場；二樓主要為展示空間，規劃有「客家戲曲館」、「客家音樂館」及「城市文化交流展」；三樓設置DIY研習教室與多媒體互動專區。樓內並設置餐廳、販賣部，主打客家風味與在地特色創意商品。周邊則配合北勢溪親水廊道，設置了夜間燈光照明設施。
客家圓樓開幕後成為當地熱門景點，曾於Flickr票選的「2014全台爆紅五大景點」中榮登第二名；然而客家圓樓的興建過程備受爭議。為興建客家圓樓，苗栗縣政府拆除了該地具有在地客家特色的「四方窯」與「八卦窯」，而土樓雖為珍貴的建築世界遺產，但并非客家人独有，漳州和泉州地區也有閩南人居住在土樓，台灣藝術大學古蹟藝術修護學系客座教授陳板即認為，土樓與台灣客家建築融合的特質不符；時任苗栗縣縣長劉政鴻則表示，興建土樓是為了促進觀光發展，透過客家土樓特色吸引更多觀光客；苗栗縣政府也發新聞稿表示，福建土樓是世界文化遺產，也是客家族群文化的融合。

## 外部連結
- 客家圓樓官方網站
- 苗栗熱門新景點「客家圓樓」，讓你不用出國就能看到福建土樓！-Shotrip（页面存档备份，存于）
- 超吸睛客家土樓！ - 親子就醬玩（页面存档备份，存于）
- 苗栗「客家圓樓」 日夜各有風情 聯合新聞網 （页面存档备份，存于）